# Silvio Cesare Bonicelli
Silvio Cesare Bonicelli (né le 31 mars 1932 à Bergame, Lombardie, Italie et décédé le 6 mars 2009) est un évêque catholique italien, évêque de Parme de 1996 à 2008.

## Biographie
Né à Bergame le 31 mars 1932, il est devenu docteur en droit à l'Université catholique du Sacré-Cœur de Milan en 1956. Il a également obtenu un doctorat en droit canonique à l'Université pontificale grégorienne de Rome.
Il est ordonné prêtre le 16 juin 1962.

## Évêque
Le 19 octobre 1991, il est consacré évêque de San Severo, dans la région des Pouilles), par Mgr Andrea Magrassi (it), archevêque de Bari. Le 13 décembre 1996, le pape Jean-Paul II le transfère dans le diocèse de Parme, où il est resté jusqu'au 30 mars 2008, laissant alors ce siège épiscopal à Mgr Enrico Solmi (it).
Mgr Bonicelli est décédé le 6 mars 2009 à Bergame.

### Devise épiscopale
« Nec videar dum sim » 